# Abdij van Clairefontaine (België)
De voormalige abdij van Clairefontaine was een klooster voor cistercienzerinnen gelegen te Clairefontaine, nabij Aarlen in de provincie Luxemburg in België. Financieel gedoteerd in 1247 door Ermesinde II van Namen (ook genoemd Ermensinde van Luxemburg) en gebouwd door haar zoon Hendrik V. Ze koos er bij testament haar laatste rustplaats als necropool voor het grafelijke huis Luxemburg. Haar graftombe werd er aangetroffen bij opgravingen in de 19e eeuw.
Op het einde van de 16e eeuw werd de abbatiale kerk vergroot samen met de slotgebouwen. In de loop van de 18e eeuw werden de gebouwen verhoogd om verdere problemen met de overstroming van de Durbaach te vermijden. Het klooster werd in 1794 door de Franse revolutionairen vernietigd bij hun bezetting van Luxemburg. De site werd in 1875 door de jezuïeten gekocht om er hun noviciaat te bouwen. Deze trokken er weg in 1968.
Vandaag waakt een vereniging over het beheer en het onderhoud van de site. Vrijwilligers verzorgen er gidsbeurten in de ruïnes en de kapel van Onze-Lieve-Vrouw van Clairefontaine, gebouwd in de 19e eeuw.

## Ligging
De abdij bevindt zich te Clairefontaine, een Belgisch gehucht aan de Durbaach (of beek van Clairefontaine) gelegen op zo'n 4 kilometer van de stad Aarlen, in de provincie Luxemburg en op enkele honderden meter van de grens met het groothertogdom Luxemburg. Het gehucht nam de naam aan van de abdij, voordien heette deze plaats 'Bardenbourg'.

## Stichting
Ermesinde, dochter van graaf Hendrik IV van Luxemburg, die haar residentie had in het nabije kasteel Bardenbourg, droomde ervan haar laatste rustplaats te hebben nabij de bron genaamd, « de Saint-Bernard ». Ze interpreteerde dit als zou de Heilige Maagd Maria haar uitgenodigd hebben een cisterciënzerrinnenabdij te stichten op dezelfde plaats. Het schijnt dat de gemeenschap in 1214 werd gevormd an dat de bouwwerken aanvingen in 1216.  Bij haar testament (gedateerd 1247) stichtte en doteerde Ermesinde « fonda » haar abdij Clairefontaine. Ze stelde erin vast dat de monialen de traditie van Cîteaux dienden te volgen en dat de abdij tevens als necropool voor de leden van haar familie diende te fungeren.
Van 1247 tot 1250 werd het klooster gebouwd op dezelfde plaats als waar 100 jaar voordien Sint-Bernardus vergezeld van paus Eugenius III (zelf monnik van Citeaux en leerling van Bernardus) een miraculeuze bron zegde terwijl ze op weg waren naar Duitsland om een kruistocht te prediken. Hendrik V van Luxemburg, zoon van Ermensinde, zette de bouw van de kloostergebouwen verder met de uitvoering van het testament van zijn moeder. De stichting werd goedgekeurd door de aartsbisschop van Trier.

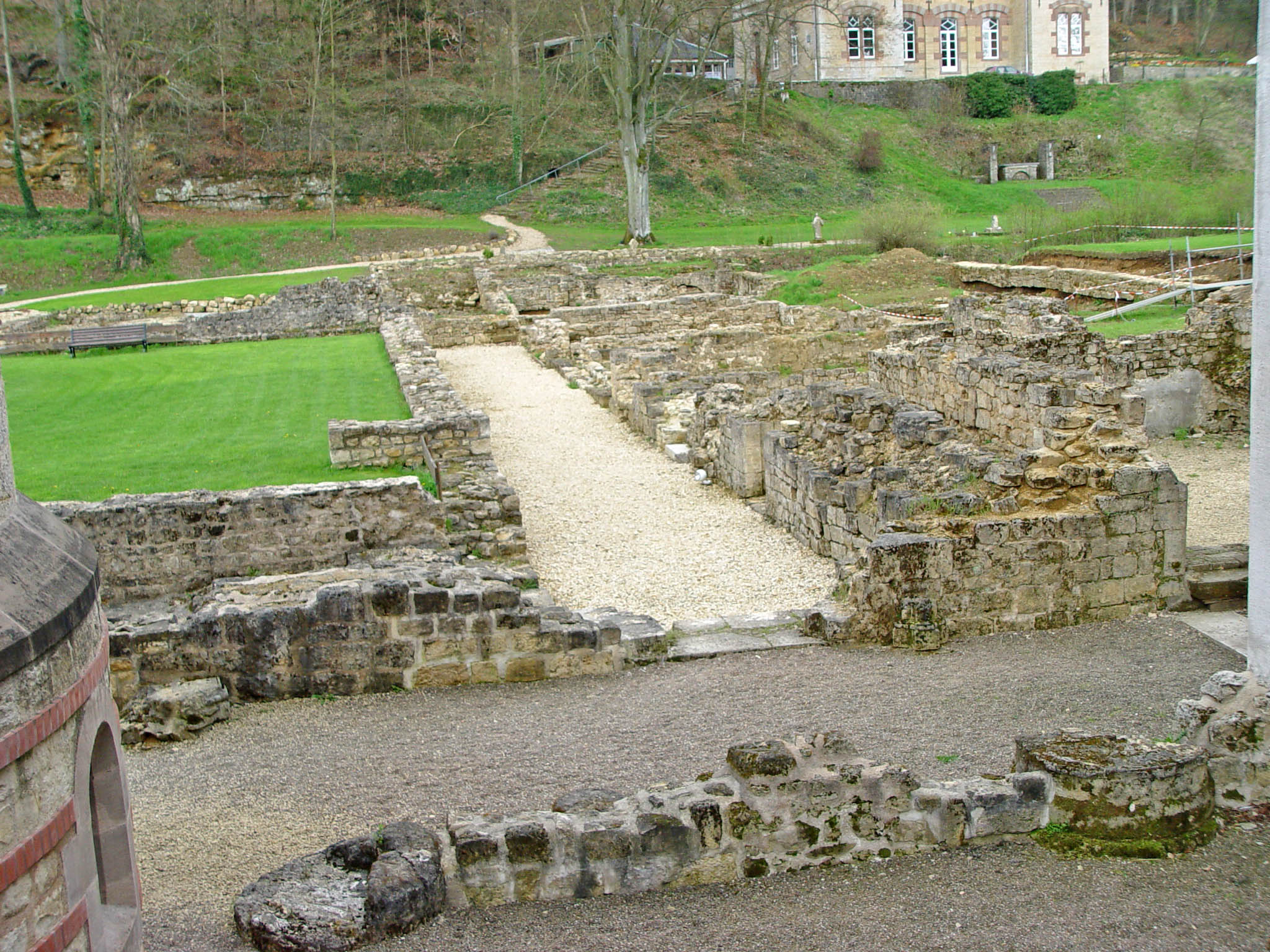
Sporen van het voormalige slot in de abdijruïnes.

## Geschiedenis
De eerste abdis (1257-1280) was de zalige Hawis van Bar, een bloedverwante van Ermensinde. Zij stierf in een geur van heiligheid. Het cartularium van de abdij geeft een volledige lijst van de abdissen van de abdij en getuigt dat diverse leden van het Luxemburgse grafelijke en hertogelijke huis aan het hoofd van de abdij van Clairefontaine stonden, onder andere  Johanna van Luxemburg († 1310) en Margaretha van Luxemburg, beide dochters van Hendrik V.
Op het einde van de 16e eeuw (onder het abbatiaat van Elisabeth van Larochette), onderging de abdij grote veranderingen, waaronder een vergroting van de abdijkerk en de slotgebouwen. 
Trouw aan de cisterciënzer traditie van wederzijdse hulp aan andere klooster zoals beschreven in de Charta charitatis, deden de monialen een beroep op de abt van Orval als rechter en bemiddelaar bij ernstige problemen en als getuige bij de abdisverkiezingen. Dit creëerde echter geen juridische afhankelijkheid.
In de loop van de 18e eeuw werden de abdijgebouwen met één meter opgehoogd om verdere problemen te vermijden  met de frequente overstromingen van de beek, de Durbaach, die door het domein stroomde. Verschillende recente archeologische opgravingen hebben de oudste structuren van de abdij bloot gelegd.

Het klooster werd verwoest in 1794 door de Franse Revolutionaire troepen op doortocht naar Luxemburg. De bronnen vermelden een brand, maar archeologische resten tonen daar geen bewijs van. De naam van de abdij en haar monastieke traditie werd in 1934 overgenomen door een groep Franse monialen die zicht vestigden te Cordemois, aan de oever van de Semois, nabij Bouillon.

## Heropleving in 1875
Na bijna 100 jaar te zijn verlaten werd de grond in 1875 gekocht door de paters jezuïeten. Zij bouwden er een plattelandshuis voor hun novicen van Aarlen. De graftombes van Ermesinde en haar zoon Hendrik V werden er opgegraven bij de blootlegging van de crypte. De kapel Onze-Lieve-Vrouw van Clairefontaine (tevens Onze-Lieve-Vrouw van de mooie liefde) werd er gebouwd op de grondvesten van de vroegere abdijkerk. Ze werd een pelgrimsoord dat voornamelijk in de maand mei wordt bezocht. 
Het noviciaat van de Jezuïeten vertrok in 1968 uit Aarlen en het plattelandshuis werd door de dekenij Aarlen overgenomen. als ontmoetings- en bezinningscentrum, dat nam de oude naam Brandenbourg opnieuw aan. In 1997 sloot de dekenij een erfpacht overeenkomst af voor het beheer van de site mat de vzw AMANOCLAIR (AMis de l'Abbaye NOble de CLAIRefontaine). Deze vzw staat in voor het onderhoud van de site, en verzorgen ook gidsbeurten, beheren het verhuur van de zalen samen met een cafetaria.

## Patrimonium
De voormalig abdij heeft nog de volgende restanten :
- Ingangspoort van de 1634,
- de ruïnes van de Sint-Margarethekapel,
- het kerkhof van de abdissen,
- de bron genaamd Saint-Bernard,
- de oude abbatiale crypte, gelegen onder de kapel Onze-Lievevrouw van Clairefontaine,
- en in deze crypte de graftombes met grafbeeld van de stichteres (gedateerd 1815) ;
- een leeuwenhoofd toebehorende aan de sarcofaag van Hendrik V van Luxemburg,
- de abdijhoeve van de 18e eeuw (privé-eigendom).